# Lispocephala flavobasalis
Lispocephala flavobasalis är en tvåvingeart som först beskrevs av Grimshaw 1901.  Lispocephala flavobasalis ingår i släktet Lispocephala och familjen husflugor. Inga underarter finns listade i Catalogue of Life.